# Lochau (Adelsgeschlecht)

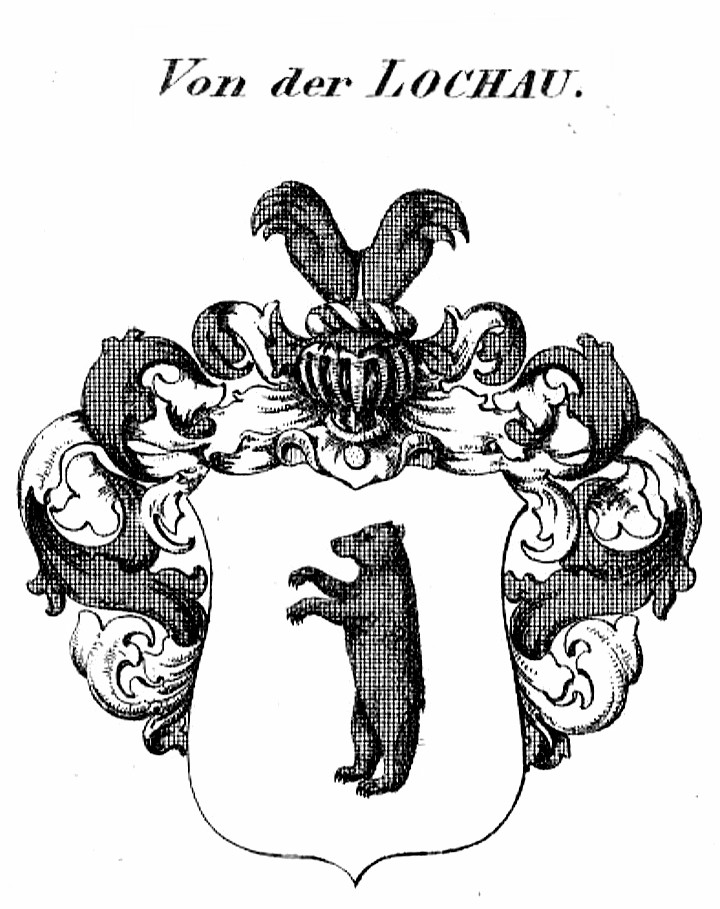
Wappen derer von der Lochau

Lochau ist der Name eines anhaltinisch-niederlausitzischen Adelsgeschlechts.
Es besteht keine Stamm- oder Wappenverwandtschaft mit den brandenburgischen Herren von Lochow.

## Geschichte
Das Geschlecht wurde mit Nicolaus von der Lochau am 11. November 1445 zuerst urkundlich genannt.
Ob die nach Kneschke genannten Peter Lochau, der zu Beginn des 14. Jahrhunderts Landvogt der Oberlausitz war, und der Generalkommissarius der Zisterzienser Martin Lochau († 1522) zu beschriebenen Familie gehörten, bedarf der Verifizierung.
Viktor Albrecht von der Lochau wurde am 7. September 1813 bei der Adelsklasse der Bayrischen Ritterschaft immatrikuliert.
Einzelne Glieder des Geschlechts bedienten sich unbeanstandet des Freiherrntitels.
Seit 1495 wird das Rittergeschlecht von der Lochau im Besitz von Rehsen genannt zu deren Adelsbesitz bis 1711 und 1726 auch Gohrau gehörte. Johann Balthasar von Tießel und Taltitz verkaufte sein Gut Kromlau im Herzogtum Sagan vor November 1707 an Ludwig August von der Lochau. Bis September 1728 gehörte das Rittergut Schköna Friedrich Amandus von der Lochau. Viktor Freiherr von der Lochau übernahm am 6. November 1798 die Herrschaft Rettenberg zum vollen Eigentum.
In der Dorfkirche von Niederglaucha, Gemeinde Zschepplin, befindet sich an der Einfriedungsmauer im westlichen Bereich des Kirchhofs eine Grabplatte (1817) mit Inschrift: Carl Ernst von der Lochau, kgl. sächs. Geheimrath und dessen Söhne.

## Angehörige
- Alexander August Eberhard von der Lochau (1726–1800), preußischer Generalmajor
- Carl Ernst von der Lochau (1747–1817), sächsischer Geheimer Rat und 1816–1817 preußischer Landrat im Landkreis Bitterfeld
- Hugo von der Lochau (1832–1909), preußischer Generalleutnant
- Axel von der Lochau (1879–1967), deutscher Generalmajor

## Wappen

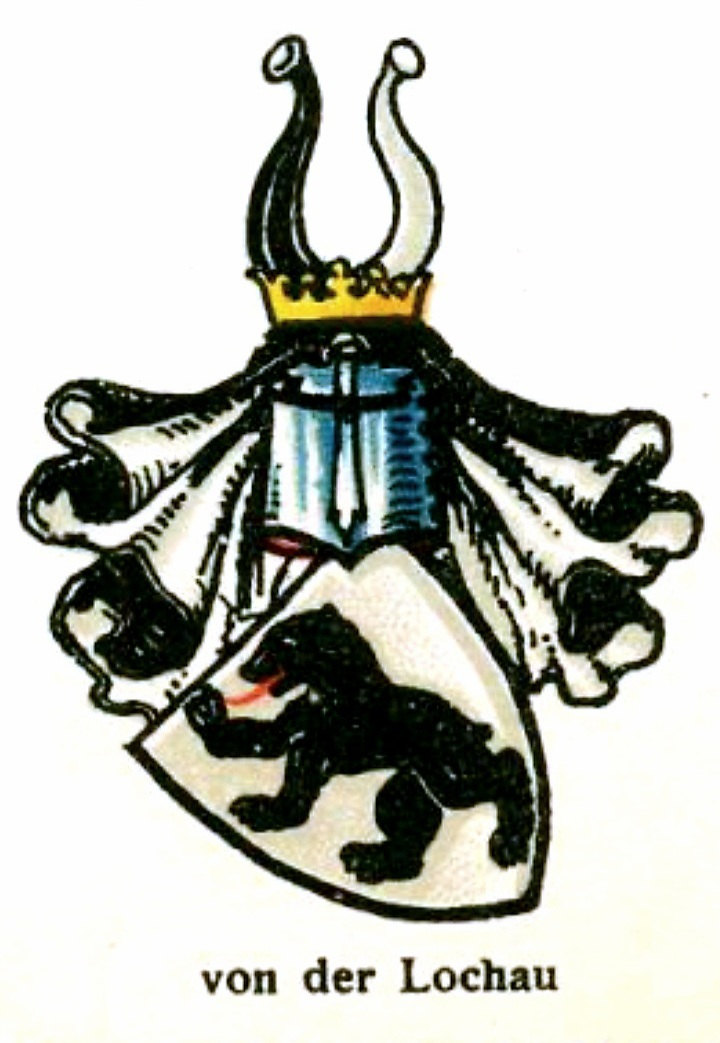
Wappen derer von der Lochau mit Büffelhörnern als Helmzier
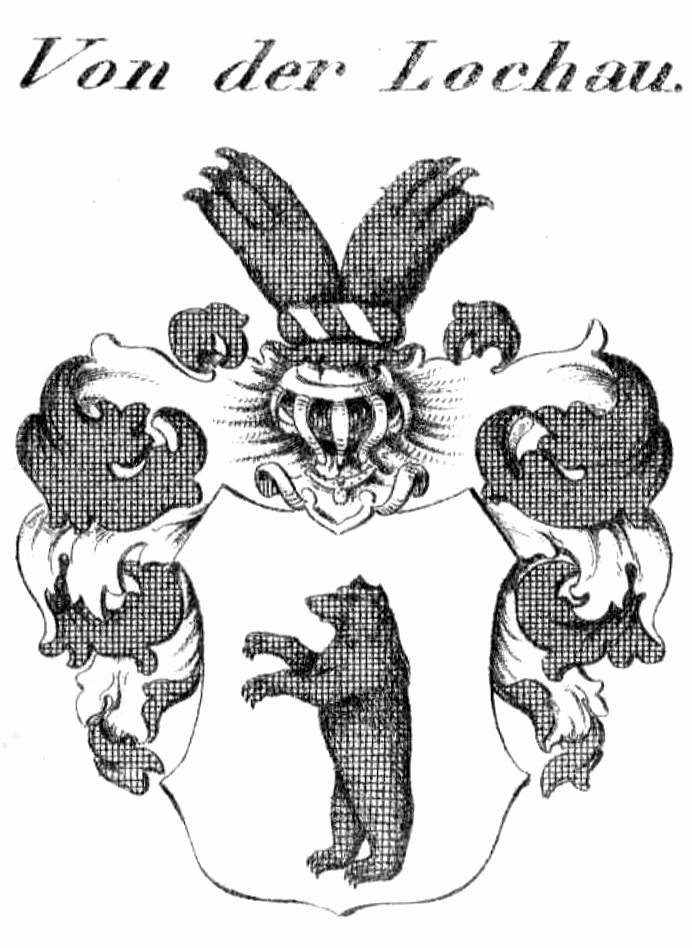
Wappen derer von der Lochau
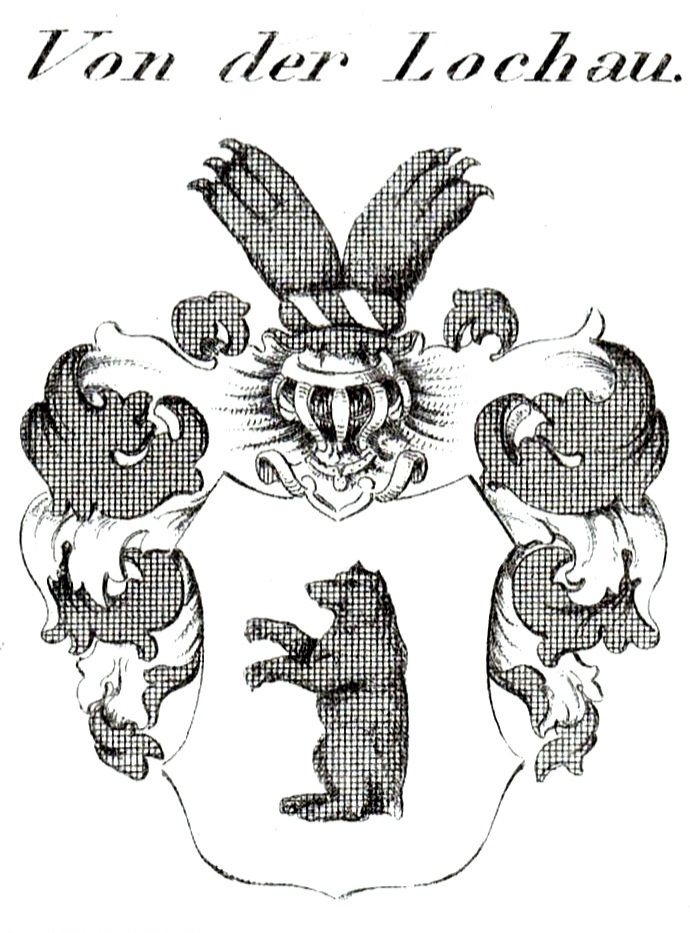
Wappen derer von der Lochau (Bär sitzend)

Das Stammwappen zeigt in Silber einen aufrechtstehenden schwarzen Bär. Auf dem Helm mit blau-silbernen Decken zwei schwarze Bärentatzen.
Historisch wurde der Bär auch sitzend dargestellt, und die Helmdecken schwarz-silbern.
Als Helmzier wurden auch zwei Büffelhörner, rechts schwarz, links silber, geführt.